# Віндонісса
47°28′51″ пн. ш. 8°13′12″ сх. д. / 47.48092744° пн. ш. 8.220067498° сх. д.
Віндонісса (лат. Vindonissa, від кельт. *uindo — білий) — римський військовий табір на території сучасного міста Віндіш у швейцарському кантоні Ааргау. Лежачи при злитті річок Ааре і Ройс, контролював важливі торгові та військові дороги в римській провінції Реція. У 14—101 рр. н. е. в ньому були почергово розквартировані три різні легіони, і потім, після тривалої паузи, викликаної алеманським вторгненням, з 270 року заново відбудований каструм Віндонісса був частиною Дунай-Іллер-Рейнського лімесу.

## Історія
До прибуття римлян на цьому місці розташовувався кельтський опідум, побудований, ймовірно, після поразки гельветів у битві при Бібракті в 58 році до н. е. Римська армія захопила поселення у 15 році до н. е. в результаті альпійського походу Друза і Тіберія, перейнявши стару систему ровів і валів.
Після встановлення кордону на Рейні 14 р. н. е. у Віндоніссу з каструму Августа-Вінделікорум (сучасний Аугсбург) перевели Legio XIII Gemina, який облаштував перші дерев'яні житлові бараки та нові укріплення навколо табору.
Близько 21 року табір розширили в західному напрямку; близько 30 року — розширили повторно й невдовзі перенесли в північно-східному напрямку.
У 44/45 рр. XIII легіон замінили на переведений з нижньогерманського каструму Ветера Legio XXI Rapax, який розпочав масову перебудову табору в камені.
Згідно з археологічними даними, військове поселення займало тепер майже 21 га і мало форму неправильного семикутника, оточеного валом та ровами.
З цього часу відомі руїни терм, валетудінаріума (військовий лазарет) та казарми.
На південь і схід від табору розташовувалося цивільне поселення (vicus); на південний захід — форум та амфітеатр.
XXI легіон, який брав участь у жорстокому придушенні повстання гельветів 68/69 рр., змінили на Legio XI Claudia, що залишався у Віндоніссі аж до втрати нею свого військового значення.
За імператора Доміціана Віндонісса увійшла до складу нової провінції Верхня Германія; в той же час з надбанням Римською імперією Декуматських полів кордон проліг набагато північніше, і необхідність у великому військовому таборі на Аарі відпала, що за імператора Траяна спричинило передислокацію XI легіону на Дунай для протистояння дакам.
До середини II століття табір залишався під керуванням Legio VIII Augusta, розквартированого в Аргенторатумі (сучасний Страсбург), і поступово дедалі більше використовувався і заселявся цивільним населенням.
У 259/260 року після падіння Верхньогермансько-ретійського лімесу на Швейцарське плато і, зокрема, у район Віндонісси вторглися племена алеманів, насилу витіснені за Рейн лише до 270 року.
Оскільки кордон знову проходив Рейном, Віндонісса повернула своє стратегічне значення, проте тепер уже як складова частина Дунай-Іллер-Рейнського лімесу. Близько 300 року тут збудували нове укріплення — Castrum Vindonissense, що проіснувало щонайменше до 406 року.

## Споруди

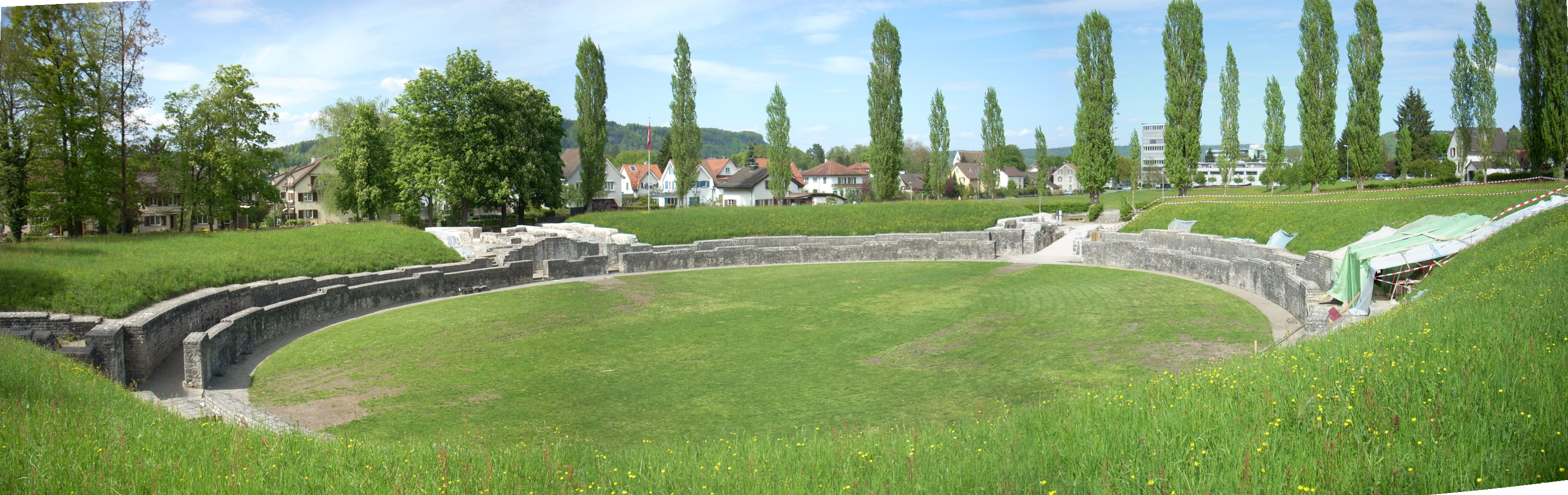
Руїни амфітеатру

Віндонісса є одним з найважливіших місць розкопок римських військових поселень на північ від Альп: історія археологічних досліджень тут сягає понад 100 років; є також середньовічні відомості про виявлення римських монет і статуеток.
Водночас, оскільки на території табору лежить сучасне місто, розкопки в ряді випадків заважкі або ледве можливі.
На сьогодні поряд з частково реконструйованими бараками в таборі збереглися руїни амфітеатру й водовід I ст. н. е.
Крім того, виявлено та досліджено святилища, гавань, місця поховань, мансіо (заїжджий двір) та пізньоантичну вигрібну яму.
Наприкінці жовтня 2012 року стало відомо про виявлення ще одного римського цвинтаря на північному березі Ааре.
У 2016 році, при підготовці ділянки під забудову, за межами каструму виявили римський глиняний глечик, наповнений 22 олійними лампами, прикрашеними різними мотивами (серед іншого: богиня Луна, переможений гладіатор, лев, павич, еротична сцена), причому на кожному зі світильників розташовувалася мідна монета 66—67 років карбування. Однак мета цього поховання залишається непроясненою, і має, можливо, ритуальний характер
..

## Музеєфікація
Уздовж місць розкопок у громаді Віндіш прокладено туристично-інформаційний маршрут «Стежка легіонера» (нім. Legionärspfad), що розповідає про історію римського перебування у Швейцарії та особливості повсякденного життя в римському військовому таборі. За оригінальними кресленнями з використанням автентичних інструментів відтворено будівлю казарми. Головним атракціоном є, мабуть, реконструйований контуберній, в якому можна переночувати «як легіонери».
З осені 2010 року маршрут «Стежка легіонера» підпорядковується Музею Ааргау.
Більшість археологічних знахідок виставлено в Музеї Віндонісси

у місті Бругг.

## Civitas Vindoninsis
Про значення громадянського поселення Віндонісси як важливого регіонального центру навіть після повалення Римської імперії говорить той факт, що приблизно до 600 року Віндонісса була місцем перебування єпископа. Пізніше єпископську кафедру перенесли до Констанца (Констанцське єпископство), що зумовило подальшу долю міста.
Документально підтверджено два імені єпископів: Бубульк (лат. Bubulcus) — 517 рік, та Граматій (лат. Grammatius) — 541—49 рр.
У той самий час (V—VI ст.) у місті діяв монетний двір.